# Comuna Luunja
Luunja este o comună (vald) din Județul Tartu, Estonia.